# Шкварло Іван Володимирович
Іван Володимирович Шкварло (нар. 22 липня 1988, м. Підгайці, Тернопільська область) — український футболіст, дворазовий чемпіон і срібний призер літніх Паралімпійських ігор. Майстер спорту міжнародного класу (2006). Член збірної України (УОРА та ДЦП).

## Життєпис
Закінчив Підгаєцький професійно-аграрний ліцей (2005). Навчався на факультеті фізичної культури ТНПУ від 2005.

## Спортивні перемоги
- Дворазовий чемпіон (2008, 2016) і срібний призер (2012, плавання) літніх Паралімпійських ігор.
- Найкращий гравець чемпіонату світу (2007).
- Чемпіон Європи серед спортсменів із наслідками ДЦП (2006, Ірландія).
- Бронзовий призер чемпіонату світу з футболу (2007, Бразилія)[2].

## Нагороди

### Державні
- Орден «За заслуги» I ст. (4 жовтня 2016) — За досягнення високих спортивних результатів на XV літніх Паралімпійських іграх 2016 року в місті Ріо-де-Жанейро (Федеративна Республіка Бразилія), виявлені мужність, самовідданість та волю до перемоги, утвердження міжнародного авторитету України[3]
- Орден «За заслуги» II ст. (17 вересня 2012) — за досягнення високих спортивних результатів на XIV літніх Паралімпійських іграх у Лондоні, виявлені мужність, самовідданість та волю до перемоги, піднесення міжнародного авторитету України[4]
- Орден «За заслуги» III ст. (7 жовтня 2008) — за досягнення високих спортивних результатів на XIII літніх Паралімпійських іграх в Пекіні (Китайська Народна Республіка), виявлені мужність, самовідданість та волю до перемоги, піднесення міжнародного авторитету України[5]
- Стипендія Президента України за досягнення у паралімпійському та дефлімпійському видах спорту (2007, 2013[6]).

### Інші
- Грамоти і подяки Тернопільської обласної та міських рад[7], обласної держадміністрації.
- «Герой спортивного року Тернопільщини 2014» у номінації «Сильні духом» — за досягнення на футбольних аренах Європи.[8]
- «Людина року» на Тернопільщині (2016).[9]